# Christian Holm (Physiker)
Christian Lothar Holm (* 3. Mai 1960 in Helmstedt) ist ein deutscher theoretischer Physiker. Er ist Professor für theoretische Physik und Leiter des Instituts für Computerphysik an der Universität Stuttgart.

## Leben
Holm studierte Physik an der TU Berlin und am Georgia Institute of Technology, wo er 1985 mit einer Arbeit über Spinore (Spinors in Discrete Space-Time) den Master of Science erwarb und 1987 mit einer Arbeit über Hyperspinmannigfaltigkeiten (The Hyperspin Structure of Einstein Universes and Their Neutrino Spectrum) promoviert wurde. Anschließend war er Postdoc an der TU Clausthal und der FU Berlin, wo er sich 1996 in theoretischer Physik habilitierte. Von 1996 bis 2008 war er als Arbeitsgruppenleiter am Max-Planck-Institut für Polymerforschung (Arbeitskreis Theorie der Polymere bei Kurt Kremer) in Mainz tätig. Ab 2005 war er außerdem noch als Fellow am Frankfurt Institute for Advanced Studies tätig. Seit 2009 leitet er das Institut für Computerphysik (ICP) an der Universität Stuttgart.

## Forschung
Holms Forschungsschwerpunkt sind Computersimulationen weicher Materie, insbesondere elektrisch geladene Polymere (Polyelektrolyte), Gele und Kolloide sowie magnetische Ferrogele, Biomoleküle und aktive Materie. Ein weiterer Schwerpunkt liegt auf der Entwicklung neuer Algorithmen zur Berechnung von langreichweitigen (elektrostatischen) Wechselwirkungen. Holm ist außerdem Projektleiter der Simulationssoftware ESPResSo (Extensible Simulation Package for Research on Soft Matter), welche weltweit für Molekulardynamik-Simulationen eingesetzt wird und 2003 mit dem 3. Preis der Heinz-Billing-Vereinigung ausgezeichnet wurde.
Gemeinsam mit Kurt Kremer edierte er drei Bände mit Beiträgen zu Simulationsmethoden für weiche Materie.
Christian Holm hat laut Google Scholar einen h-Index von 70, Scopus und Publons geben hingegen einen Wert von 51 an (Stand Oktober 2020).